# Селенофен
Селенофен — селенорганическое соединение, ароматический пятичленный гетероцикл, содержащий один атом селена в цикле. 
Селенофен - бесцветная подвижная жидкость со своеобразным запахом, температура кипения 110,5 °C. Растворим во многих органических растворителях.
Впервые был синтезирован в 1927 г. при взаимодействии ацетилена с селеном при 400 °C. Также может быть получен воздействием селеноводорода на фуран в присутствии оксида магния.
Селенофен легче бензола вступает в реакции электрофильного и нуклеофильного замещения. Реакции замещения как правило идёт в положение 2, последующее замещение чаще всего в положение 5. Сравнительно устойчив к действию кислот, оснований, окислителей и восстановителей.
Многие его производные применяются как лекарственные препараты, экстрагенты для разделения металлов, антиоксиданты.